# Johnny poszedł na wojnę
Johnny poszedł na wojnę (Johnny Got His Gun) – amerykański film dramatyczny z 1971 roku w reżyserii Daltona Trumbo. Obraz stanowi antywojenny manifest.
Film został oparty na książce o tym samym tytule, napisanej przez Daltona Trumbo, który jest też autorem scenariusza oraz reżyserem filmu.
Film zainspirował członków amerykańskiego zespołu Metallica (James Hetfield, Lars Ulrich) do napisania piosenki „One”, którą zawarto na albumie …And Justice for All wydanym w 1988 roku. Jego fragmenty zostały również wykorzystane w teledysku do tej piosenki.

## Fabuła
Film opowiada o młodym chłopaku, Amerykaninie Joe Bonhamie, który w imię zasad wpojonych mu przez nieżyjącego już ojca zaciąga się do wojska jako ochotnik, by „walczyć za demokrację” podczas I wojny światowej. Na skutek zbiegu okoliczności zostaje ciężko okaleczony – traci kończyny, twarz i wszystkie zmysły oprócz dotyku. Żyje nadal i jest w pełni władz umysłowych, czego nie próbowali nawet sprawdzić opiekujący się nim lekarze, zachowując go przy życiu w celach naukowych, by „pomóc takim jak on w przyszłości”. Gdy odkrywają, że chłopak jest świadomy swojego stanu i sytuacji, w której się znalazł, Joe porozumiewa się z nimi za pomocą alfabetu Morse’a i prosi o śmierć. Wojskowi jednak pozostawiają go przy życiu w towarzystwie jedynie jego własnych myśli.